# Fagauvea
Le fagauvea ou faga-uvea est une langue polynésienne parlée dans l'île d'Ouvéa, aux Îles Loyauté, par 2 219 locuteurs (2009). Elle dérive du wallisien (faka ‘uvea).
Le fagauvea est l'une des 28 langues kanak de Nouvelle-Calédonie, régie par l'Académie des langues kanak. S'agissant d'une langue polynésienne, c'est la seule langue kanak qui n'appartienne pas au groupe phylogénétique des langues océaniennes du Sud – lesquelles sont considérées des langues mélanésiennes.

## Dénomination
Le fagauvea est appelé West Uvean en anglais pour la distinguer de sa langue parente, le wallisien, dénommé East Uvean. En iaai, la langue est appelée hwen ûë.

## Histoire
Le fagauvea constitue la seule langue polynésienne qui soit indigène à la Nouvelle-Calédonie. Elle est issue des migrations des Wallisiens partis de Wallis ('Uvea) entre les XVIe et XVIIIe siècles.
Depuis son installation à Ouvéa, cette communauté polynésienne est en contact avec le iaai, l'autre langue parlée sur l'île. Ce contact linguistique de plus de deux siècles a profondément affecté la phonologie et le lexique du fagauvea. Le fagauvea possède un système consonantique très proche du iaai avec 27 consonnes ; à l'inverse, les voyelles sont restées stables (Françoise Ozanne-Rivierre en dénombre cinq en 1976, l'Académie des langues kanak en dénombre neuf). Environ un quart des locuteurs du iaai parlent également fagauvea.

## Répartition géographique
En 2009, la langue est parlée au nord et au sud de l'île d'Ouvéa, à Heo, Takedji, Weneki, Teuta, Gossanah, Önyhât au nord, et dans le sud à Lekiny, Fayava et Mouli.
En 1976, Françoise Ozanne-Rivierre note l'existence de zones bilingues (peuplées par environ 700 personnes) dans les tribus de Wekin, Hnebuba, Önyhât (nord) et à Lekiny au sud (où le fagauvea supplante progressivement le iaai). En dehors de ces zones de bilinguisme, chacun parle sa langue, mais « l'intercompréhension est assez générale, surtout chez les adultes pour qu'on échange des discours coutumiers, lors des rencontres, chacun dans sa langue ».

## Exemple
Extrait d'un conte en fagauvea, « L'épouse du chef Drumai et la sorcière Nemejie »
« Itahoo ituai odi de aliki Drumai odi na ia seke i de manaha nei. Odi go ia hnoo ifo i dinei i Muli. Dai faifaasia odi e isi e avana dona ingoa go Nyoneishi. Go ia hnoo ifo ma de avana odi goa faitama de avana. Ifo go ia tokaa de avana i uta i Hwineni i dona mahale la i uta i tua. Go ia hano ma dona sinelapa ma ona tehina o hano faangota i malaa motu. »
« Le chef Drumai est arrivé, jadis, dans ce pays. Il s'installa à Muli. Il y épousa une femme du nom de Nyoneishi. Au bout d'un certain temps, elle attendit un enfant. Il la laissa donc en brousse à Hwineni, dans sa résidence de l'intérieur, et partit pêcher vers les îlots avec son serviteur et ses sujets. »